# 今村天主堂
今村天主堂（いまむらてんしゅどう）は、福岡県三井郡大刀洗町大字今にあるキリスト教（カトリック）の聖堂である。今村教会堂（いまむらきょうかいどう）などの名でも呼ばれる。1913年（大正2年）に竣工した赤煉瓦造りの天主堂（鉄川与助設計）は、国の重要文化財に指定されている。

## 名称
この聖堂を現用しているカトリック福岡司教区においてはカトリック今村教会（カトリックいまむらきょうかい）の名称を用いている。
2017年（平成29年）に国の重要文化財に指定された際の名称は今村天主堂である。これに先立ち、2006年（平成18年）に福岡県の有形文化財に指定された際の名称は今村教会堂であった。

## 沿革

### 今村の隠れキリシタン

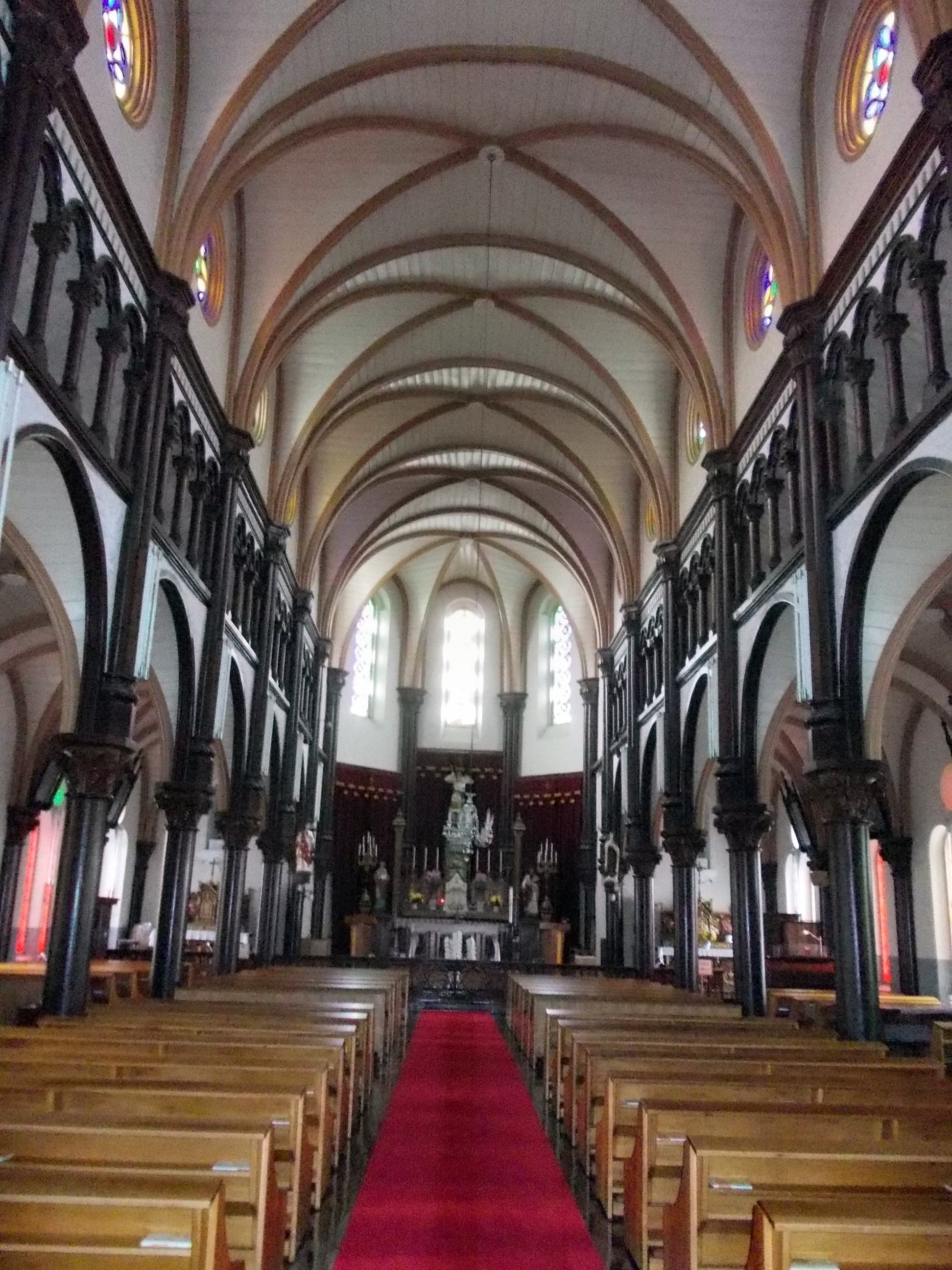
内部

旧筑後国の今地区（以下、今村）は、江戸時代に隠れキリシタンとして信仰を守った人々が多く暮したという歴史を持つ。今村のキリスト教信仰は戦国時代にさかのぼるとされるが、起源ははっきりしない。キリシタン大名として著名な大友宗麟の支配下にあった1560年代には早くも信徒集団があらわれたという。豊臣秀吉による九州平定後の領土配分（九州国分）によって当地一帯の領主となった久留米城主小早川秀包も、熱心なキリシタン大名であった。
徳川幕府による禁教令以後も、今村の信徒たちは隠れキリシタンとして信仰を続けていた。現在の聖堂の祭壇は、江戸時代初期に殉教し、その後地元信徒の崇敬を集めたジョアン又右衛門の墓の上に設けられている。
幕末、長崎・大浦天主堂のベルナール・プティジャン神父は、隠れキリシタンの発見とカトリック教会の正統な信仰への復帰に努めていた。1867年（慶応3年）、プティジャン神父とその信徒たちによって、今村のキリシタンたちが「発見」された。当時、今村地域には200戸ほど（今村に100戸ほど、周辺に100戸ほど）のキリシタンが潜伏していた。隠れキリシタンが多く存在した九州でも、平野部でのキリシタン発見は極めて稀なことであった。1873年（明治6年）のキリシタン禁令解禁まで、今村の信徒と大浦天主堂は密かな連絡を保ち、信仰を守った。

### 司祭の着任と最初の聖堂
1879年（明治12年）10月、大浦からジャン・マリー・コール神父が今村の信徒の司牧に着任し、1年間で1063名に洗礼を授けた。このときはまだ聖堂はなく、青木才八家の土蔵をミサに使用していた。1880年（明治13年）11月にはミシェル・ソーレ神父が今村に着任、以後1889年（明治22年）までこの地にあった。
今村に最初の聖堂が建てられたのは、1881年（明治14年）のことである。この聖堂はまもなく手狭になり、1887年（明治20年）に増築されている。

### 現聖堂の建設

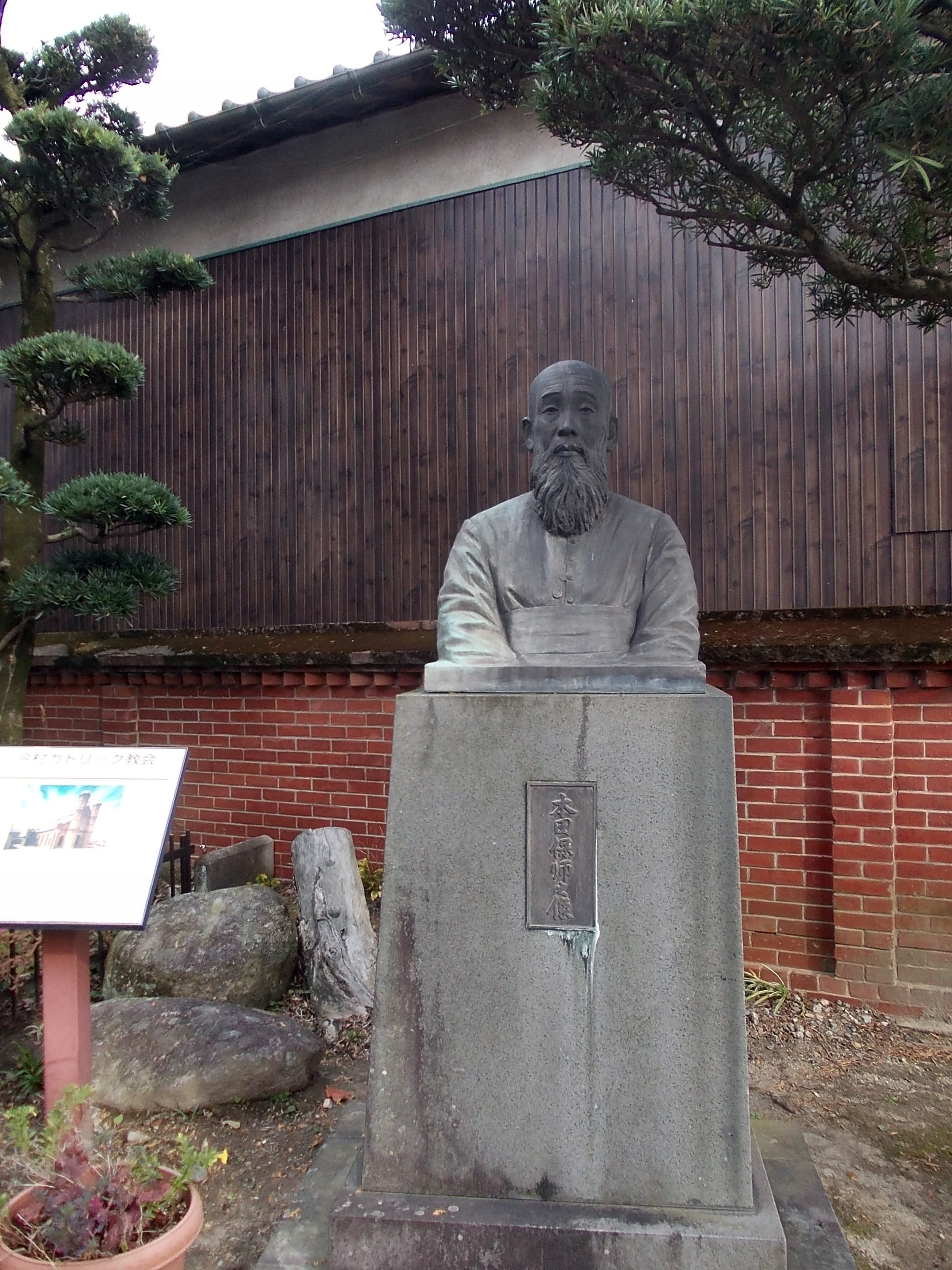
本田保の像

1896年（明治29年）9月に着任した長崎出身の第4代主任司祭本田保
神父は、1908年（明治41年）教会の改築計画を立て、江戸時代の殉教者ジョアン又右衛門の墓の真上に大祭壇が位置する構想に基づき、新しい大聖堂の建築を計画した。海外にも広く寄付を募った。とくにドイツからは多くの浄財が寄せられたという。現在の聖堂は鉄川与助の設計のもと、1912年（明治45年）に着工。軟弱な地盤を克服する苦心の工事であったが、信徒の労働奉仕も受け、1913年（大正2年）12月8日に竣工した。
聖堂は、正面に六角形の双塔を持つロマネスク様式の赤レンガ建築で、長崎の旧浦上天主堂（原爆で消失）を一回り小さくした設計で造られ、国内のレンガ造りの教会堂としては、唯一の双塔となる。設計・施工にあたった鉄川与助は、長崎県を中心に九州地方で多くの教会堂建築を手がけた人物であり、彼の7棟目の教会建築となる。
また、本田神父は、今村出身のブラジル在留人に塔に取り付ける釣鐘の寄付を求め、寄贈が実現し、1914年（大正13年）長崎司教の聖別を得た。鐘の音色は親しまれていたが、1945年（昭和20年）太平洋戦争の終戦直前に徴発された。
近代の赤レンガ建築への関心から、以下のように高い評価を得ている。
- 赤煉瓦ネットワークによる「20世紀 日本赤煉瓦建築番付」（藤森照信ら監修）では、大阪市中央公会堂（大阪府）や江田島旧海軍兵学校生徒館（広島県）とともに、「西の横綱」に選ばれている。
- 横浜開港資料館日本赤煉瓦建築番付では、京都の同志社大学や熊本の旧第五高等中学校本館とともに「西の大関」に選ばれている。

2006年（平成18年）、「今村教会堂」の名称で福岡県指定有形文化財に指定され、2015年（平成27年）7月に「今村天主堂」として国の重要文化財に指定された。
築100年を超え、老朽化による倒壊の恐れがあることから、2021年1月より建物内への立ち入りが禁止され、2022年6月より耐震補強工事が施工される。

## 教会堂概要

### 教会の保護者
- 大天使ミカエル

### 建築概要
- 設計・施工：鉄川与助
- 竣工：1913年（大正2年）

今村天主堂は間口14.6メートル、奥行37.1メートル、三廊式バシリカ型の教会堂である。建物外周部と正面の双塔、アプス（後陣）周囲は煉瓦造、内部は木造とする。小屋組は木造のキングポストトラスとし、屋根は桟瓦葺きである。外観はロマネスクを基調とする。堂内は身廊と側廊の境をアーケードで区切り、アーケードの柱はコリント式柱頭をもつ円柱である。アーケード、トリフォリウム、クリアストーリーから成る三層構成の身廊、リブ・ヴォールト天井などを備えた、整った様式を示し、鉄川与助の代表作の一つである。

## 文化財

### 重要文化財（国指定）
- 今村天主堂 1棟[2][3]
  - 附：門柱2所、煉瓦塀5基

## 所在地
- 福岡県三井郡大刀洗町大字今707番地

### アクセス
- 西鉄久留米駅より西鉄バス久留米今村天主堂ゆきに乗車し、終点下車すぐ
- 西鉄甘木線大堰駅よりタクシーで6分（2.6㎞）
- マイカーの場合、大分自動車道筑後小郡インターチェンジから5㎞

## 今村天主堂に関する作品
- 佐藤早苗『奇跡の村―隠れキリシタンの里・今村』
- 帚木蓬生『守教』